# 31239 Майклджеймс
31239 Майклджеймс (31239 Michaeljames) — астероїд головного поясу, відкритий 21 лютого 1998 року.
Тіссеранів параметр щодо Юпітера — 3,360.